# Alexander Albrecht
Alexander Albrecht (12. srpen 1885, Arad, Rumunsko – 30. srpen 1958, Bratislava) byl slovenský hudební skladatel.

## Životopis
Jeho otec Ján (Johann) Albrecht byl učitelem na gymnáziu, matka Marie ven Vaszary pocházela ze starého maďarského rodu. V letech 1895 až 1903 studoval na Královském katolickém gymnáziu v Bratislavě, kde se setkal a spřátelil s Bélou Bartókem. V letech 1904 až 1908 studoval na Hudební akademii Franze Liszta v Budapešti kompozici u Hanse Kosslera (velkého obdivovatele Johannese Brahmse) a hru na klavír. Jeho dalšími učiteli byli i Ferencz Szandtner, který ho učil dirigovat, a David Popper, který byl učitelem komorní hudby. Během studií se Albrecht vypracoval na úspěšného klavíristu. Vedle hudby studoval i právo.
Po návratu do Bratislavy v roce 1908 přijal místo varhaníka v katedrále svatého Martina a ve hře na varhany se současně zdokonaloval u Rudolfa Dittricha ve Vídni. Také pracoval jako učitel v Městské hudební škole v Bratislavě.
V roce 1918 se oženil s Markétou Fischerovou.
V roce 1921 po smrti Eugena Kosswa, ředitele Městské hudební školy a dirigenta Církevního hudebního spolku při Dómu sv. Martina, převzal Albrecht jeho místo (Městskou hudební školu zavřeli v roce 1945, Církevní hudební spolek zanikl v roce 1952). Alexander Albrecht měl významný podíl na profesionalizaci hudebního života Bratislavy v době zrodu vzdělávacích a kulturních institucí Slovenska, svým pedagogickým působením v domě regenschoriho nejdříve na Lodní 12 a později na Kapitulské 1 ovlivnil profesní růst mnoha slovenských skladatelů a interpretů tehdejší generace.
Alexander Albrecht spáchal sebevraždu 30. srpna 1958, krátce po svých 73. narozeninách. Pochován je na Ondrejském hřbitově v Bratislavě. Náhrobek na jeho hrobě je národní kulturní památka Slovenska.